# Archidiecezja Sant’Angelo dei Lombardi-Conza-Nusco-Bisaccia
Archidiecezja Sant’Angelo dei Lombardi-Conza-Nusco-Bisaccia (łac. Archidioecesis Sancti Angeli de Lombardis-Compsana-Nuscana-Bisaciensis; ital. Arcidiocesi di Sant’Angelo dei Lombardi-Conza-Nusco-Bisaccia)  – archidiecezja Kościoła rzymskokatolickiego we Włoszech, z siedzibą w Sant’Angelo dei Lombardi. Została erygowana w 30 września 1986 jako sufragania metropolii Benevento. 

## Terytorium
Archidiecezja położona jest na obszarze krainy historycznej Irpinia na terenie dzisiejszej prowincji Avellino w Kampanii. Główną siedzibą arcybiskupa jest Sant’Angelo dei Lombardi, ale konkatedry znajdują się także w Conza della Campania (pw. Wniebowzięcia NMP), Nusco (pw. św. Stefana) i w Bisaccia (pw. Narodzenia NMP). Ponadto na terenie archidiecezji znajduje się bazylika mniejsza pw. św. Wniebowzięcia NMP (Materdomini) w Caposele, gdzie znajduje się również ośrodek kultu św. Gerarda Majelli.